# Romance of a Taxicab
Romance of a Taxicab è un cortometraggio muto del 1908. Il nome del regista non viene riportato nei credit.

## Produzione
Il film fu prodotto dalla Essanay Film Manufacturing Company.

## Distribuzione
Il film - un cortometraggio della durata di 213 metri - uscì nelle sale cinematografiche USA il 9 settembre 1908.